# Købnerkirken
Købnerkirken er en dansk baptistkirke hjemmehørende Sundbyvester på Amager.
Denne baptistkirke på Amager har haft hjemme i kvarteret omkring Skotlands Plads siden 1891, da en gruppe baptister oprindeligt tilknyttet Kristuskapellet valgte at samle sig for at fremme eget menighedsliv og fungere som en nytestamentlig menighed. Nuværende kirkebygning blev imidlertid først indviet den 27. oktober 1939 efter tegning af Charles K. Gjerrild og navngivet efter den tysk-fødte baptistpioner Julius Købner (1806-1884). Ved stiftelsen i 1891 bestod menigheden af 77 medlemmer. Kirkens opførelse medførte, at størrelsen på menigheden steg til 452 medlemmer i 1953. I 2018 lå medlemstallet dog på i alt 85.
Den 27. september 1945 blev Danmarks første frikirkelige børnehave indviet i Købnerkirken for at imødekomme det store behov for børnehavepladser til kvarterets mange børn, hvis familier havde stor fattigdom i deres hjem blandt andet forårsaget af krigsårene.

## Ekstern kilde/henvisning
- Wikimedia Commons har flere filer relateret til Købnerkirken
- Købnerkirkens officielle hjemmeside